# クロイドン区
クロイドン・ロンドン自治区（クロイドン・ロンドンじちく、英: London Borough of Croydon）は、イングランドのロンドン南部にある行政区。ロンドン盆地南部の丘陵地帯、グレーター・ロンドン（大ロンドン）の最南端に位置し、アウター・ロンドンを形成する。面積は約87 km2 (33.6 sq mi)、人口は約38万人でロンドン自治区の中ではバーネット区に次いで多い。
中心市街地は、区名の由来にもなった歴史ある町クロイドン。クロイドン (Croydon) の名はドゥームズデイ・ブックにて言及されており、町は小さなマーケットタウンからロンドン近郊で最も人口の密集する地域に発展した。今では、ロンドンの主要なビジネス、金融、文化の中心地である。

## 概説
1965年、1963年ロンドン政府法の規定に基づいてクロイドンと近隣の町村が合併し、大ロンドンに編入されて現在のクロイドン区となった。クロイドンをビジネスの中心地に発展させ、その経済力を支えた主な要因として、ロンドン郊外に位置するクロイドン空港（1920年に開港）の存在があった。しかし、成長していく首都ロンドンへ運航する全ての国際線がロンドン市内外の空港（ロンドン西部のヒースロー空港や同南郊のガトウィック空港など）から発着するようになると、クロイドン空港は空港の拡張に必要な用地が不足したため、1959年9月30日に閉鎖され、ロンドンの空の玄関口としての役目を終えた。空港は現在、第2級指定建造物に指定され、観光地となっている。
クロイドン区は、その前身のカウンティ・バラ時代を含めると、1954年、2000年、2002年、2012年の計4回、「シティ」の地位を得るための申請を行っているが、いずれも成功していない。それでもなお、ビジネス客や観光客にとって魅力的な町、そして「ロンドンの3番目のシティ」となるべく、現在クロイドン・ビジョン2020と題した大規模な都市再興プロジェクトが進行中である。
区内はロンドン郊外の都市的な住宅街を成すが、区域の南方にかけては田舎の田園風景もみられる。2003年には、フェアトレード財団から、ロンドン自治区として初めて「フェアトレード区」に認定された。
またクロイドンは、ロンドンと南東イングランドにおける文化・芸術の発信地の一つでもある。
フェアフィールド・ホールのような文化センターがあることにより、区が活気づいている。一方で、有名なフリンジシアターであるウェアハウス・シアターは、2012年に区からの資金支援が打ち切られ、2013年に建物が取り壊された。1994年に女王エリザベス2世により、図書館と映画館と博物館が入る複合文化施設、クロイドン時計塔が開業した。2000年から2010年までは、5万人を超える観衆とともに、地域の黒人とインド人の文化の多様性を祝う祭りが毎年夏に開催されていた。
インターネットラジオ局 Croydon Radio が地元の人々により運営されている。加えて、テレビ局 Croydon TV の本拠地でもある。プレミアリーグのクリスタル・パレスFCは1924年以来、サウス・ノーウッドにある競技場セルハースト・パークを拠点に活動している（末期のウィンブルドンFCも一時本拠地にしていた）。
その他に、大司教の別荘にもなったことのある18世紀建造のアディントン宮殿や、1850年代に建てられた、大ロンドンに現存する数少ない大型風車の一つであるシャーリー・ウインドミルがある。また、アデル、エイミー・ワインハウス、レオナ・ルイスなど数々の音楽家・芸術家を輩出した、BRITトラストが運営する芸術専門学校ブリット・スクールがある。

## 地理
西南部はサットン区、西北部はウィンブルドン地区があるマートン区、北部はランベス区、北東部はクリスタル・パレス地区を介してランベス区、サザーク区、ブロムリー区、東部はブロムリー区、南部はサリー州と接する。

## 主な地区
- クロイドン
- クリスタル・パレス（Crystal Palace。区北端にある「水晶宮」から名づけた明確な境界がない地区。ランベス区、サザーク区、クロイドン区、ブロムリー区界隈のクリスタル・パレス・パレード (Crystal Palace Parade) 及びルイシャム区界隈のシデナム・ヒル (Sydenham Hill) に跨がる）

## 交通
2000年より、トラムリンクと呼ばれるLRTが運行されている。

## 教育
アデル、エイミー・ワインハウス、レオナ・ルイス、ケイト・ナッシュ、ケイティ・メルア、ジェシー・J など数々の音楽家・芸術家を輩出した、BRITトラストが運営する芸術専門学校ブリット・スクール（BRIT School）が国内外で知られている。

## 出来事
2014年に「クロイドンの猫殺し事件」が当地から発生し、最終的にイングランド内でおよそ400匹の猫などの小動物が犠牲になった。

## 関係者

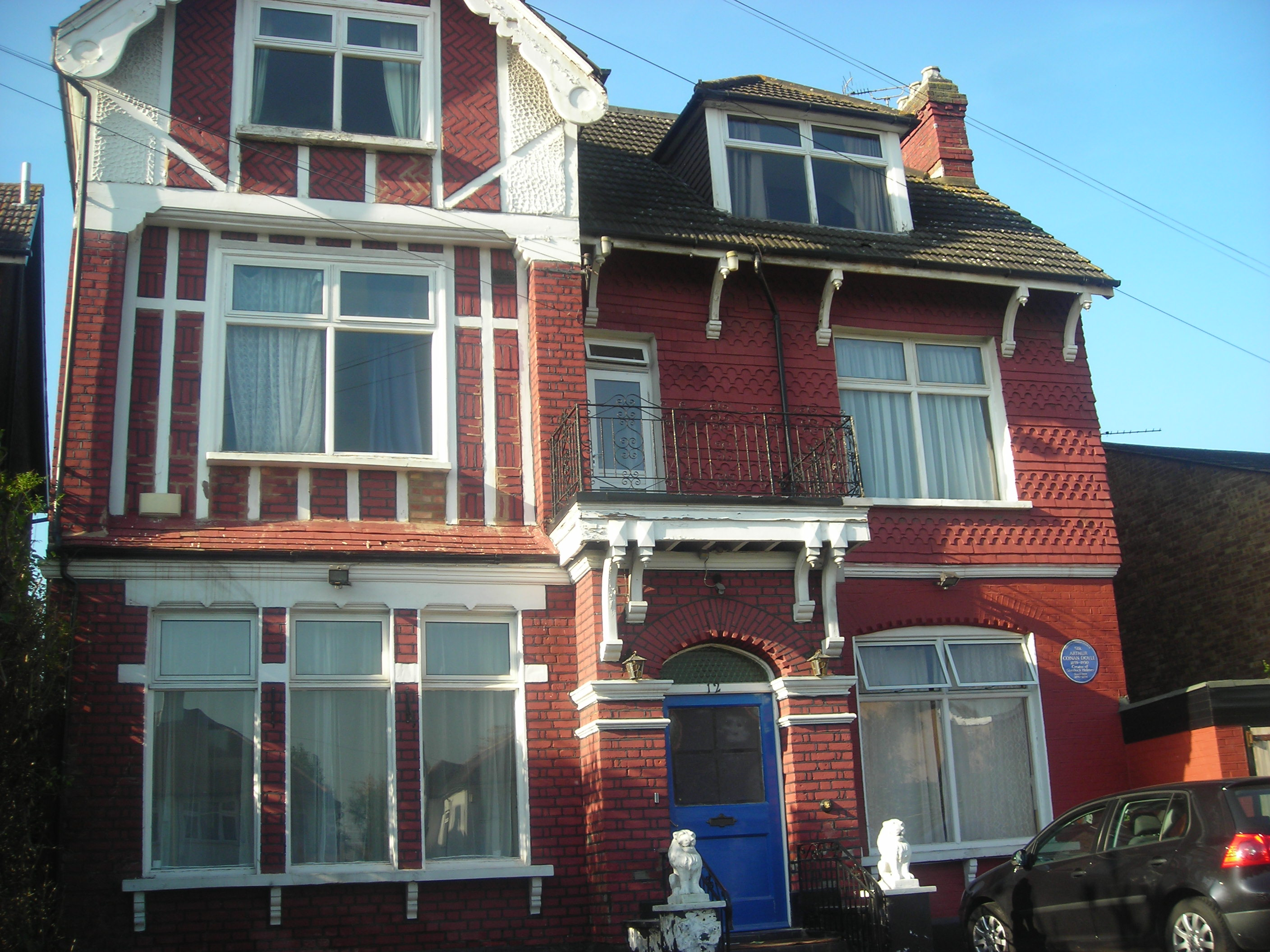
サウス・ノーウッド時代のコナン・ドイルの家 (The house of Arthur Conan Doyle in South Norwood)

### 出身者
- ハヴロック・エリス（ヴィクトリア朝期の性心理学者）
- ヘンリー・ハーバート・ラ・タング（画家）
- ペギー・アシュクロフト（女優）
- ヘンリー・オースチン（テニス選手） -サウス・ノーウッド（South Norwood）生まれ。
- デヴィッド・リーン（映画監督） - 当時のサリー州クロイドン出身
- ピーター・カッシング（俳優、怪奇俳優。「フランケンシュタインの怪物」や「ドラキュラ伯爵」のほか「シャーロック・ホームズ」） - その他に「スター・ウォーズ」シリーズのターキン総督役のほか、クリストファー・リーと共に怪奇映画俳優で有名。ケンリー（Kenley）出身
- ユーニス・ゲイソン（女優、映画「007シリーズ」1・2作目に出演） - クロイドン生まれ。幼少期から成人するまで、隣接ランベス区のストレタム（Streatham）、当時サリーで現在クロイドン区のパーリー（Purley）、スコットランドのグラスゴーとエディンバラ居住。
- ジャクリーヌ・デュ・プレ（チェリスト） - 1945年、オックスフォード生まれ。1987年に死去。パーリー（Purley）に居住、クロイドン高校（Croydon High School）出身。
- フィリップ・グリーン（英語版）（実業家、サー） - 1952年、クロイドン生まれ。アルカディアグループオーナー
- トム・ライト（英語版）（建築家） - 1957年、クロイドン生まれ。作品にブルジュ・アル・アラブなど。
- カースティ・マッコール（英語版）（女性歌手、シンガーソングライター） - 1959年、クロイドン生まれ育ち。2000年に事故死。
- サム・テイラー＝ジョンソン（女性映画監督、写真家) - 1967年、クロイドン生まれ。
- デズリー（女性歌手） - 1968年、クロイドン生まれ。
- ダレン・ブラウン（奇術師） - 1971年、パーリー（Purley）生まれ育ち。
- ケイト・モス（ファッションモデル） - クロイドン出身
- フレディ・ケンプ（ピアニスト） - 1977年生。母は日本人。
- ダン・スティーヴンス（俳優）
- フィン・ジョーンズ（俳優） - 1988年生。クロイドン育ち。
- ローレンス・オコイエ（アメフト、ラグビー、陸上円盤投げ選手） - 1991年生。ナイジェリア系イギリス人でオックスフォード大学卒。
- エリオット・デイリー（ラグビー選手）

### 居住その他ゆかりある人物
- ジョン・ラスキン（美術批評家、社会思想者） - 1819年生。母の実家がクロイドンにあり、幼少期から頻繁に居住滞在。両親の墓もシャーリー（Shirley）にある。
- アーサー・コナン・ドイル（推理作家、歴史作家） - 1859年生。1891–1894年の間、サウス・ノーウッド（12 Tennison Road, South Norwood）に居住。
- サミュエル・コールリッジ＝テイラー（指揮者・作曲家、混血ゆえ「黒いマーラー」） - 1875年、現在のカムデン区内ホルボーン界隈生まれ。セルハースト（30 Dagnall Park, Selhurst） とワドン（St Leonards Road, Waddon）に居住。1912年、同地で死去。
- D.H.ロレンス（作家、文芸批評家） - 1885年生。1908–1912年の間、アディスコム（12 Colworth Road, Addiscombe）に居住、その間、デヴィッドソン・ロード・スクール（Davidson Road School）の教員。
- ウィル・ヘイ（英語版）（コメディアン） - 1888年生。1927–1934年の間、ノーベリー（45 The Chase, Norbury）居住。
- デヴィッド・プラウズ（俳優、「スター・ウォーズ」シリーズのダース・ベイダー役） - 1935年、ブリストル生まれ。40年以上にわたりクロイドンのアディスコム（Addiscombe）居住。
- イアン・ライト（サッカーイングランド代表） - 1963年生。シャーリー（Shirley）居住。